# Stazione di Magrè-Cortaccia
Stazione di Magrè-Cortaccia vasútállomás Olaszországban, Trentino-Alto Adige régióban, Magrè sulla Strada del Vino (Margreid an der Weinstraße) településen.

## Vasútvonalak
Az állomást az alábbi vasútvonalak érintik:
- Brenner-vasútvonal

## Kapcsolódó állomások
A vasútállomáshoz az alábbi állomások vannak a legközelebb: 
- Stazione di Egna-Termeno
- Stazione di Salorno